# 水田河镇
水田河镇，是中华人民共和国湖南省湘西土家族苗族自治州保靖县下辖的一个乡镇级行政单位。

## 行政区划
水田河镇下辖以下地区：
兴街社区、丰宏村、卡当村、金落河村、他者村、白合村、五牙村、排大方村、中坝村、夯相村、吉铁村、排捧村、新寨村、水田村、中心村、排塘村、排家村、孔坪村、龙潭村、马尾村、排吾当村、夯吉村、梁家村和翁科村。